# Gadara (Peräa)

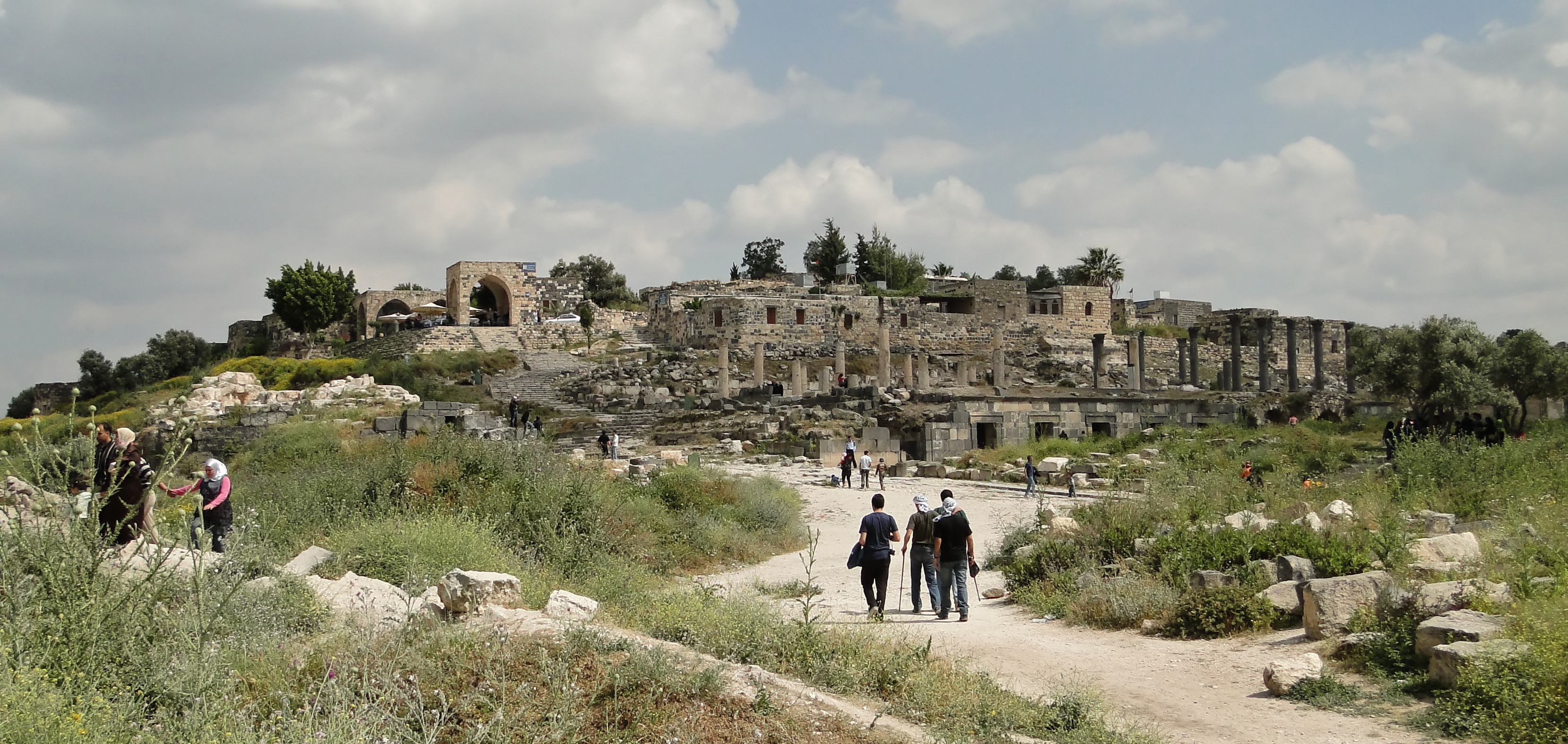
Ruine von Gadara (Peräa) in Jordanien

Gadara (auch: Gadora) war eine antike Stadt in der Landschaft Peräa. Es ist wahrscheinlich identisch mit dem heutigen es-Salṭ in Jordanien.
Nach Flavius Josephus war sie die feste Hauptstadt von Peräa. Die Stadt war jüdisch geprägt und wurde von Vespasian während des Jüdischen Krieges 68 n. Chr. erobert.